# Черданцев, Глеб Никанорович
Глеб Никано́рович Черда́нцев (4 августа 1885, Омск — 5 декабря 1958, Москва) — советский географ, экономист и картограф, доктор экономических наук (1936), профессор (1924), академик АН Узбекской ССР (с 1956 года), чл-корр. с 1943 года. Заслуженный деятель науки Узбекистана (1955). Первый ректор Ташкентского университета.

## Биография
Глеб Никанорович Черданцев родился 4 августа 1885 года в городе Омске.
Окончил ташкентскую гимназию, затем в 1909 году окончил экономическое отделение Петербургского Политехнического института.
С 1914 года он работал в Управлении земледелия и государственных имуществ Туркестанского края. В 1918 являлся активным участником организации Ташкентского народного университета и был его первым ректором. Он также руководил факультетом общественных наук университета, профессор САГУ с 1924 года.
Глеб Никанорович Черданцев был членом Президиума и заместителем председателя Госплана, председателем Госплана Хорезмской Народной Советской Республики. В 1921—1923 годах он был заместителем Председателя Госплана Туркестанской Автономной Советской Социалистической Республики, возглавлял подкомиссию по экономическому объединению республик Средней Азии. В 1923 году был председателем Госплана Бухарской Народной Советской Республики.
В 1924—1929 годах он работал в Госплане СССР. Одновременно находился на педагогической работе в Московском межевом институте (с 1930 года — Московский геодезический институт (МГИ), с 1936 —  Московский институт инженеров геодезии, аэрофотосъемки и картографии (МИИГАиК)). В 1937—1940 годах заведовал кафедрой составления и редактирования карт МИИГАиК. Г.Н. Черданцев разработал для картографической специальности курс экономической географии, руководил аспирантами, вел большую учебно-методическую работу. Его научно-исследовательская и практическая деятельность как одного из выдающихся экономико-географов страны имела большое влияние на развитие научных работ и подготовку аспирантов по социально-экономической картографии. В годы Великой Отечественной войны во время эвакуации института в Ташкент исполнял обязанности ректора МИИГАиК.

### Научные степени и звания
Профессор Московского межевого института с 1924 года. В 1936 году присуждена учёная степень доктора экономических наук без защиты диссертации (по совокупности работ). С 1943 года он являлся член-корреспондентом АН Узбекской ССР, а с 1956 года — её действительным членом (академиком). В 1955 году ему было присвоено почётное звание Заслуженного деятеля науки Узбекистана.
Г.Н. Черданцев скончался 5 декабря 1958 года в Москве. Похоронен на Новодевичьем кладбище.

Могила Г.Н. Черданцева на Новодевичьем кладбище в Москве